# Hôtel Le Bas de Montargis
L'hôtel Le Bas de Montargis ou hôtel de Créquy est un ancien hôtel particulier situé au no 7 place Vendôme, dans le 1er arrondissement de Paris. 
Construit en 1708, par et pour l'architecte Jules Hardouin-Mansart, il appartient notamment à la famille Le Bas de Montargis puis d'Aumont de Créquy. Il abrite, de 1724 à 1731, le club de l'Entresol.
De 1794 à 1899, l'hôtel est le siège de l'État-major de la place de Paris puis appartient à la maison de couture Beer, avant d'être cédé à la Compagnie Foncière Vendôme, qui y réalise de grands travaux dont la création de l'actuelle cour Vendôme.
Il abrite aujourd'hui des bureaux et est une copropriété.

## Situation
Situé dans le pan coupé au sud-ouest de la place, il est mitoyen de l'hôtel d'Orsigny au no 5, et de l'hôtel de Villemaré au no 9. Il constitue l'entrée du cours Vendôme.

## Historique

### De la construction de la place à celle de l'hôtel

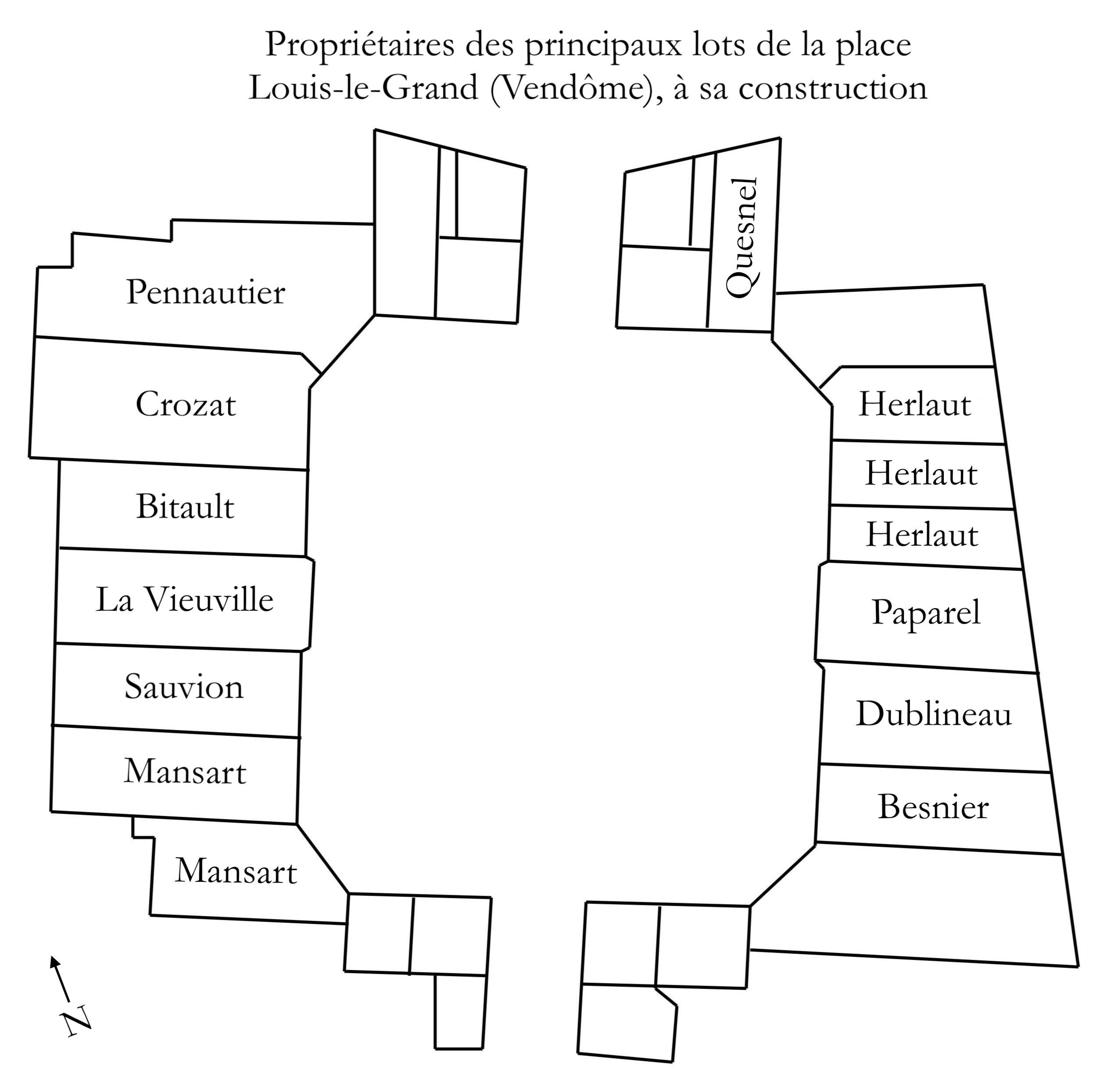
Répartition des lots de la place. Parmi les deux lots de Mansart, en bas le no 7, au-dessus le no 9.

Le 3 février 1703, l'architecte Jules Hardouin-Mansart acquiert auprès de la ville de Paris les terrains correspondant aux no 7 et no 9. La parcelle mesure alors 433 toises. Il revend quelques années plus tard ces deux lots à son gendre Claude Le Bas de Montargis, qui est trésorier de l'extraordinaire des Guerres, qui épouse en 1693, Catherine Henriette Hardouin-Mansart. Il fait ériger au no 7, un hôtel pour son propre usage et revend le 14 décembre 1708 la parcelle du no 9, telle qu'il l'a achetée, à Jean Bonaventure Le Lay de Villemaré.

### L'hôtel particulier et ses salons
En 1708, Claude Le Bas de Montargis vend l'usufruit de l'hôtel à la marquise Anne-Charlotte d'Aumont de Créquy, veuve de François-Joseph de Créquy mort six ans plus.
Dès 1719, la marquise résilie le contrat, et le propriétaire vend alors l'hôtel à son gendre, Charles-Jean-François Hénault. Ce dernier, président de la première chambre des Enquêtes du parlement de Paris, épouse Catherine Le Bas de Montargis, fille de Claude, en 1714.
L'hôtel abrite les célèbres dîners du club de l'Entresol, dès sa fondation, en 1724 par l'abbé Pierre-Joseph Alary, qui réunit alors, tous les samedis, de cinq heures du soir à huit heures, au domicile du président Hénault, une vingtaine de participants férus de lettres et de politique. Le nom du cercle est une référence à l'étage de l'hôtel auquel se tiennent les réunions.
On y trouve alors, parmi les habitués, le marquis d'Argenson, Montesquieu, le marquis de Balleroy, l'abbé de Saint-Pierre, l'abbé de Bragelonne, l'abbé de Pomponne, Mme du Deffand, Mme de Luxembourg, Mme de Pont de Veyle, Claude-Adrien Helvétius, Mme de Rochefort, Mme la marquise Bernin de Valentinay d'Ussé, Mme de Pompadour, Mme de Forqualquier, le chevalier de Ramsay et plusieurs gentilshommes comme le maréchal-duc de Coigny, le maréchal de Matignon, le marquis de Lassay, le duc de Noirmoutiers, mais aussi François Dominique de Saint-Contest. 
En 1731, malgré la grâce dont jouissent individuellement la plupart de ces membres à la cour, et du fait de l'esprit libéral qui y règne, ces dîners finissent par être interdits par le cardinal de Fleury, premier-ministre de Louis XV.
Anne-Charlotte Lebas de Montargis, fille aînée de Claude, hérite de l'hôtel, mais le vend le 27 septembre 1759, à Nicolas Dedelay dit de Delley, seigneur de La Garde et du Blancmesnil, fermier général et secrétaire du roi, pour la somme de 200 000 livres, dont 24 000 de mobilier. Après la mort de Dedelay, sa veuve, née Élisabeth de Ligniville, l'occupe, y compris après son second mariage avec le comte Polercski, jusqu'à la Révolution.

### L'état-major de la place et l'Histoire
À partir de 1794, l'hôtel est loué à l'état-major de la place de Paris. En 1809, il revient à Xavier Dedelay de Blancmesnil, petit-fils du précédent.
Depuis 1806, le général Doucet est chef d'état-major de la place de Paris. Le 1er avril 1812, c'est dans le bureau de Doucet que prend fin la tentative de coup d'État de Malet, lorsque le général Malet est capturé par les dragons sur ordre de Doucet.
Le 6 août 1823, Jean-Jacques Claret de Fleurieu acquiert l'hôtel pour 320 100 francs. Fleurieu renouvelle aussitôt le bail de l'état-major de la place pour un loyer annuel de 23 000 francs. Il meurt en 1826 et son fils Alphonse-Robert Claret de Fleurieu hérite de l'hôtel. Lorsqu'il meurt à son tour, en 1846, c'est son troisième fils, Henri Claret de Fleurieu, qui s'en voit attribuer la totalité, en vertu du testament.
Locataire depuis soixante-sept ans, l'État finit par exproprier Henri Claret de Fleurieu, le 12 mai 1862, puis en prend possession pour le prix de 1 060 000 francs. À cette occasion, la façade de l'hôtel est classée comme monument historique.
En 1899, l'état-major est transféré aux Invalides. L'hôtel est alors vendu 1 250 100 francs à la compagnie d'assurance La France.

### La Compagnie Foncière Vendôme et son projet immobilier
En 1915, l'hôtel est acheté par la maison de couture Beer pour 2 074 930 francs, qui occupe les lieux depuis 1900. Lorsqu'est constituée la société Compagnie Foncière Vendôme, en 1930, à seul effet d'exploiter l'hôtel, la Maison Beer fait apport de l'immeuble à la nouvelle société. Parmi les actionnaires de la Compagnie se trouve aussi l'homme d'affaires suédois Ivar Kreuger, qui se suicide en 1932.
Le projet de la Compagnie consiste alors à construire un immeuble moderne de bureaux en maximisant la surface de plancher sur la parcelle. L'hôtel subit un façadisme et est entièrement détruit, à l'exception de sa façade classée, donnant sur la place. Le plan est totalement redessiné et une parcelle voisine, sur la rue Saint-Honoré, est adjointe.
La Compagnie confie la construction du nouvel immeuble à André Ventre dès 1930. Il s'agit de construire un siège à la Banque de Suède et de Paris qu'a fondée Ivar Kreuger. Ainsi, le rez-de-chaussée doit être occupé par une salle des guichets et le sous-sol est dévolu à la salle des coffres, qui est gardée par une porte blindée de douze tonnes. La BNP occupe le site après la Banque de Suède et de Paris.
À l'occasion du chantier, un passage public a été aménagé au rez-de-chaussée de l'hôtel, qui prend, en 1934 le nom de cour Vendôme. Il relie la place à la rue Saint-Honoré, jusqu'où s'étend désormais la parcelle unifiée.
L'hôtel abrite, peu avant la Seconde Guerre mondiale, le salon d'Elizabeth Arden, dirigé par sa sœur, Gladys Graham, épouse du vicomte Henri de Maublanc.

## Décors
Le musée du Louvre conserve des pièces du décor d'origine de l'hôtel, comme un trumeau de glace. Une partie est restaurée en 1962 à l'occasion de la présentation dans les salles du musée, une autre est restaurée dans les années 2010.